# Station Haacht
Station Haacht is een spoorwegstation in de gemeente Haacht op spoorlijn 53 (Schellebelle - Mechelen - Leuven). Atypisch is de ligging van dit station relatief veraf van de dorpskern Haacht. In de directe omgeving is wel onder meer Brouwerij Haacht en de brandweerkazerne gelegen.

## Geschiedenis
Het station van Haacht werd geopend op 10 september 1837 door de Belgische Staatsspoorwegen.
Het stationsgebouw werd gebouwd in 1975 na de afbraak van het oude stationsgebouw. In 2015 zijn de lokketten gesloten en is het niet meer mogelijk om het stationsgebouw te betreden.

## Voorzieningen
Bij het station zijn aan beide zijden van de spoorweg een gratis fietsenstalling en vrije parkeerruimte voor auto's aanwezig.
Sinds 1 juli 2015 zijn de loketten van dit station gesloten en is het een stopplaats geworden. Voor de aankoop van allerlei vervoerbewijzen kan men bij voorkeur terecht aan de biljettenautomaat die ter beschikking staat, of via andere verkoopkanalen.
Er is personeel aanwezig voor het onthaal van reizigers met beperkte mobiliteit.
Anno 2016-2018 werkten de gemeente Haacht, de provincie Vlaams-Brabant, Brouwerij Haacht en de NMBS samen aan een vernieuwing van de stationsomgeving, bestaande uit het bouwen van overdekte fietsenstallingen en het heraanleggen van de autoparking met een nieuwe toegangsweg. Deze werken aan de fietsenstallingen en het stationsplein zijn van start gegaan op 2 juni 2020 met aannemer Bruggeman-Maes en afgerond eind november 2020. De ruimte tussen de steenweg en het stationsgebouw werd hierbij omgevormd tot een autovrij plein met bomen en zitbanken. Er werd een breed fietspad ingebed in de ruimte, dat later zal aansluiten op een pad door de autoparking. Die autoparking wordt in augustus 2021 heraangelegd. In juni 2021 werden er Blue-bike-deelfietsen geplaatst.
Ook is er al jarenlang de intentie om een brug (flyover) te bouwen ter vervanging van de bestaande overweg voor de N21, maar hier is nog geen concrete timing of budget voor voorzien. Hiervoor is een samenwerking tussen AWV en Infrabel noodzakelijk.

## Treindienst
Station Haacht is een belangrijk pendelstation naar voornamelijk Brussel. Tot 2014 was er een rechtstreekse treinverbinding met Brussel. Anno 2020 wordt de wens tot herinvoering aangekaart in Haacht en buurgemeenten, soms onder de naam "Primus Express".
| Serie       | Treinsoort          | Route                                                             | Bijzonderheden                                                               |
| ----------- | ------------------- | ----------------------------------------------------------------- | ---------------------------------------------------------------------------- |
| IC 21       | Intercity (NMBS)    | Gent-Sint-Pieters – Mechelen – Haacht – Leuven                    | Rijdt in het weekend Mechelen - Leuven.                                      |
| L 2750      | L-trein (NMBS)      | Leuven – Haacht – Mechelen – Sint-Niklaas                         | Rijdt in het weekend enkel tussen Mechelen en Sint-Niklaas.                  |
| P 7090/8090 | Piekuurtrein (NMBS) | [ Sint-Niklaas – ] / [ Dendermonde – ] Mechelen – Haacht – Leuven | Rijdt alleen op werkdagen. Een trein van Dendermonde naar Gent-Sint-Pieters. |
| P 7390/8390 | Piekuurtrein (NMBS) | [ Sint-Niklaas – ] / [ Dendermonde – ] Mechelen – Haacht – Leuven | Rijdt alleen op werkdagen.                                                   |

## Galerij

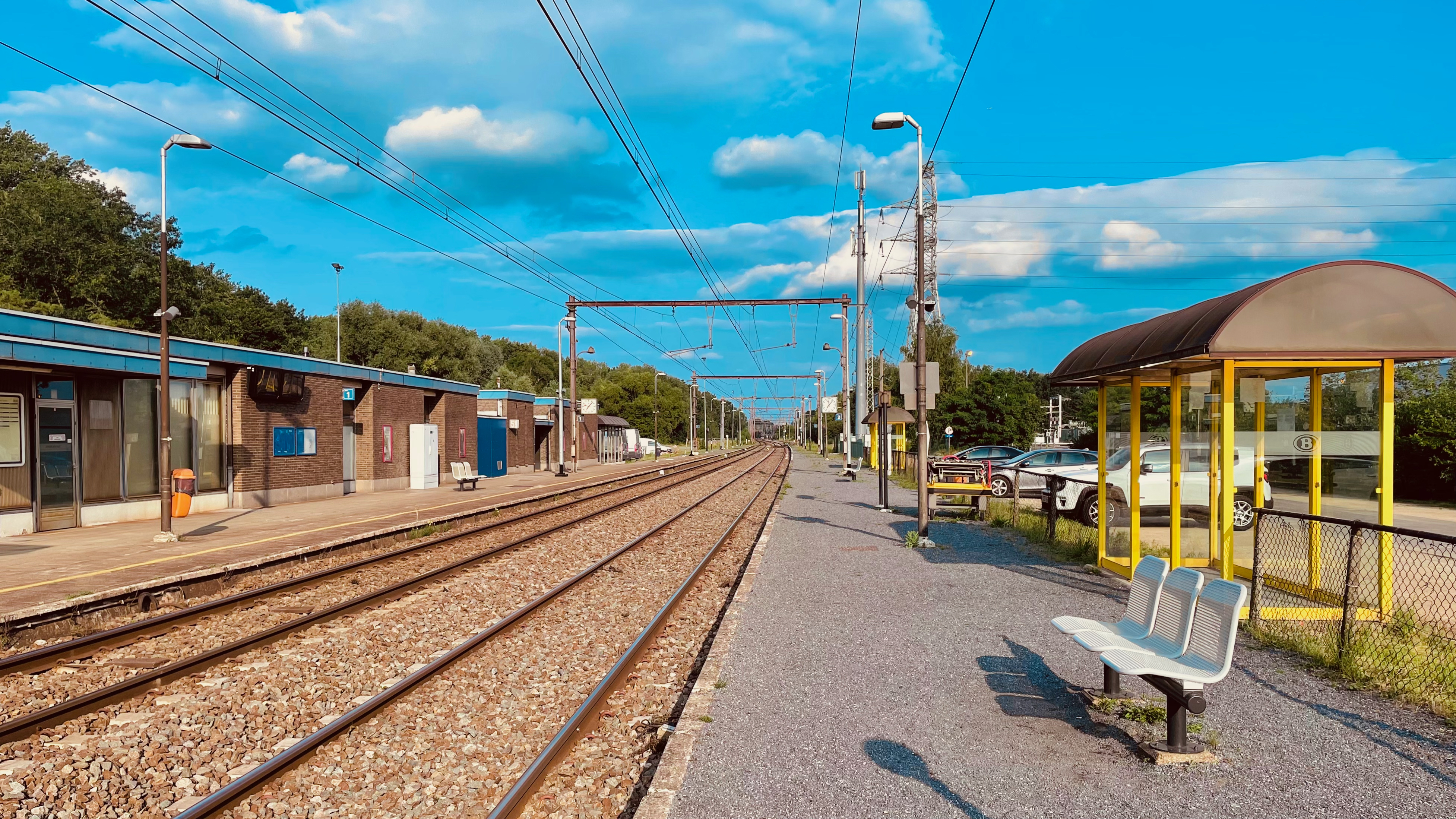
Zicht op het perron
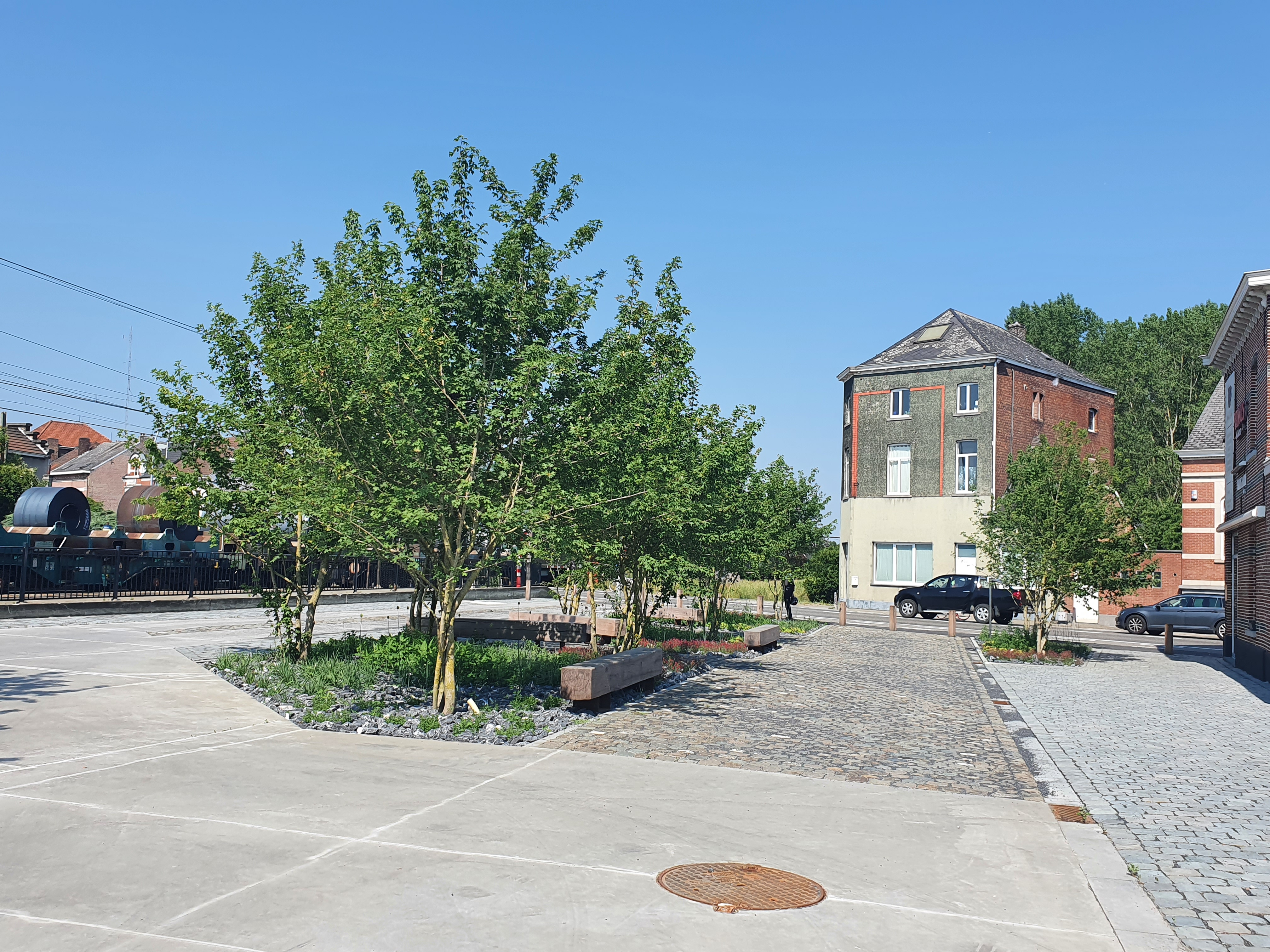
Stationsplein in 2021
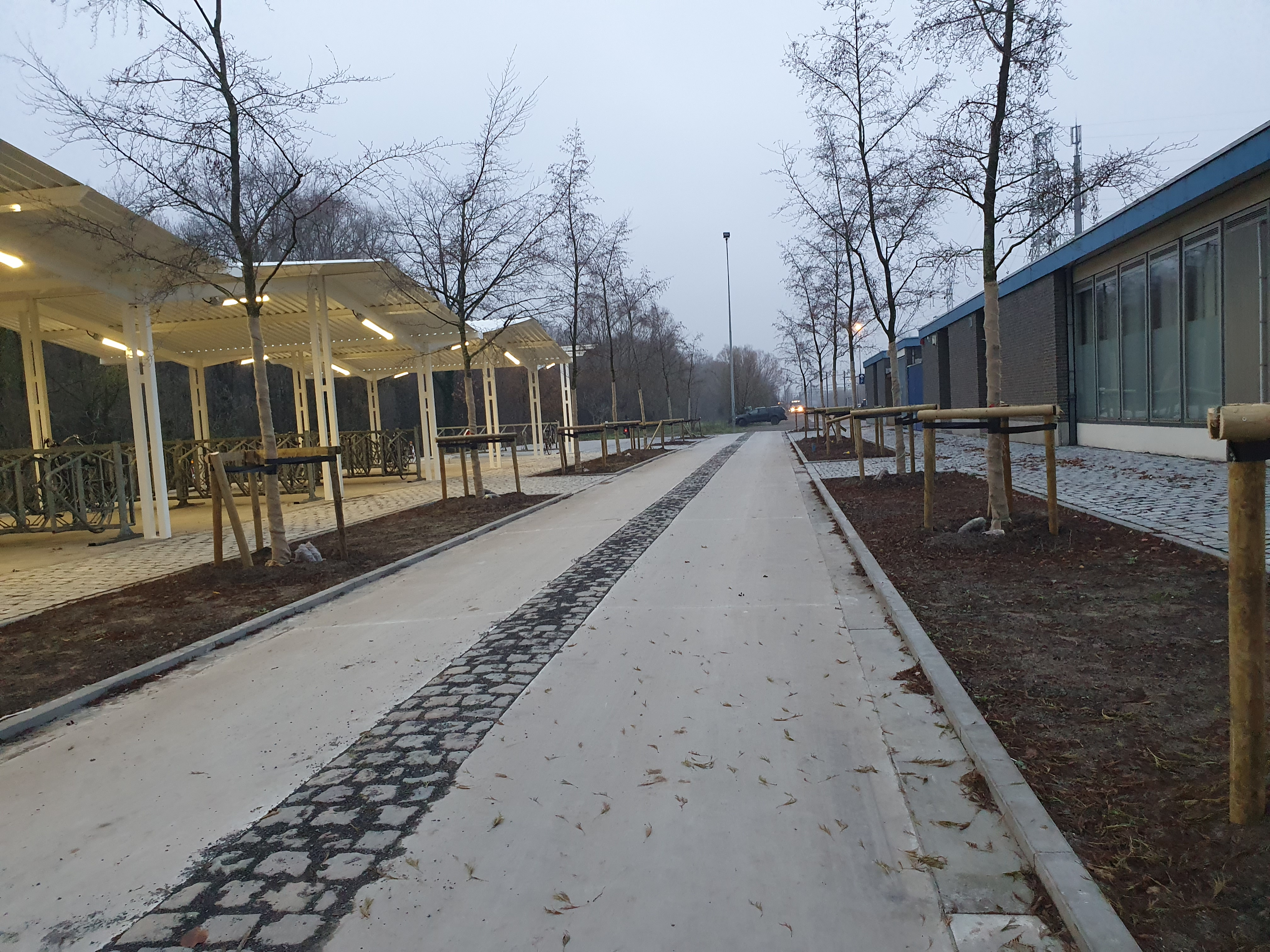
Fietspad en fietsenstalling geopend in december 2020
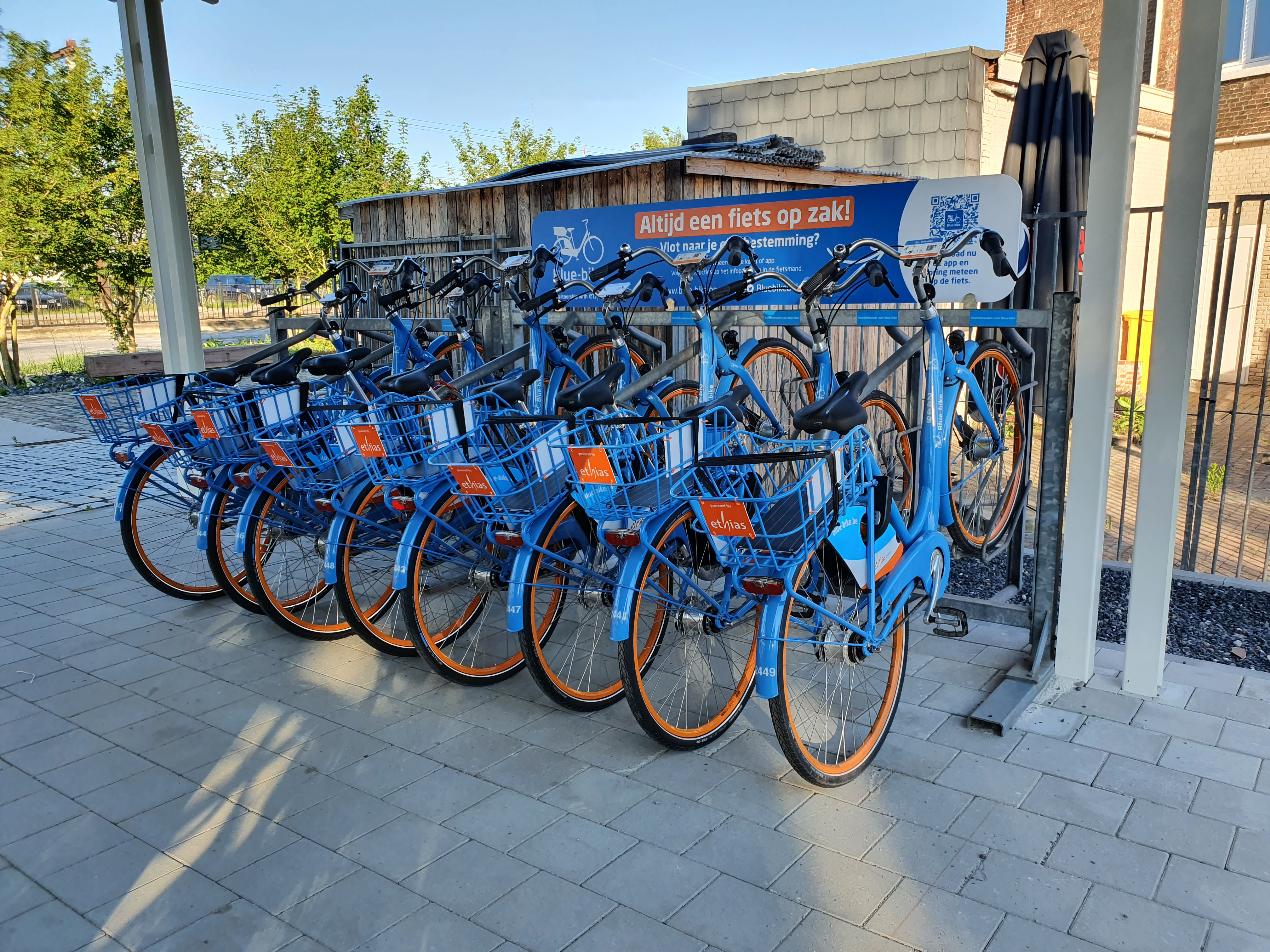
Blue-bike-deelfietsen

## Reizigerstellingen
De grafiek en tabel geven het gemiddeld aantal instappende reizigers weer op een week-, zater- en zondag.
| Tabel: aantal instappende reizigers station Haacht | Tabel: aantal instappende reizigers station Haacht | Tabel: aantal instappende reizigers station Haacht | Tabel: aantal instappende reizigers station Haacht |
|                                                    | Weekdag                                            | Zaterdag                                           | Zondag                                             |
| -------------------------------------------------- | -------------------------------------------------- | -------------------------------------------------- | -------------------------------------------------- |
| 1977                                               | 528                                                | 62                                                 | 26                                                 |
| 1978                                               | 538                                                | 42                                                 | 26                                                 |
| 1979                                               | 527                                                | 43                                                 | 32                                                 |
| 1980                                               | 543                                                | 44                                                 | 24                                                 |
| 1981                                               | 615                                                | 45                                                 | 40                                                 |
| 1982                                               | 652                                                | 45                                                 | 62                                                 |
| 1983                                               | 480                                                | 67                                                 | 35                                                 |
| 1984                                               | 444                                                | 53                                                 | 42                                                 |
| 1985                                               | 421                                                | 58                                                 | 44                                                 |
| 1986                                               | 304                                                | 43                                                 | 34                                                 |
| 1987                                               | 317                                                | 63                                                 | 27                                                 |
| 1988                                               | 368                                                | 44                                                 | 28                                                 |
| 1989                                               | 323                                                | 57                                                 | 41                                                 |
| 1990                                               | 347                                                | 50                                                 | 43                                                 |
| 1991                                               | 339                                                | 63                                                 | 47                                                 |
| 1992                                               | 348                                                | 53                                                 | 44                                                 |
| 1993                                               | 379                                                | 74                                                 | 49                                                 |
| 1994                                               | 414                                                | 126                                                | 77                                                 |
| 1995                                               | 363                                                | 141                                                | 109                                                |
| 1996                                               | 358                                                | 124                                                | 103                                                |
| 1997                                               | 364                                                | 163                                                | 119                                                |
| 1998                                               | 306                                                | 184                                                | 105                                                |
| 1999                                               | 308                                                | 158                                                | 134                                                |
| 2000                                               | 363                                                | 187                                                | 149                                                |
| 2001                                               | 314                                                | 158                                                | 137                                                |
| 2002                                               | 435                                                | 164                                                | 136                                                |
| 2003                                               | 465                                                | 166                                                | 135                                                |
| 2004                                               | 525                                                | 176                                                | 150                                                |
| 2005                                               | 665                                                | 134                                                | 127                                                |
| 2006                                               | 672                                                | 163                                                | 120                                                |
| 2007                                               | 687                                                | 179                                                | 146                                                |
| 2008                                               | -                                                  | -                                                  | -                                                  |
| 2009                                               | 921                                                | 162                                                | 158                                                |
| 2010                                               | -                                                  | -                                                  | -                                                  |
| 2011                                               | -                                                  | -                                                  | -                                                  |
| 2012                                               | 918                                                | 227                                                | 202                                                |
| 2013                                               | 943                                                | 216                                                | 196                                                |
| 2014                                               | 986                                                | 209                                                | 191                                                |
| 2015                                               | 674                                                | 138                                                | 168                                                |
| 2016                                               | 673                                                | -                                                  | 76                                                 |
| 2017                                               | 681                                                | 156                                                | 183                                                |
| 2018                                               | 715                                                | 227                                                | 196                                                |
| 2019                                               | 685                                                | 166                                                | 182                                                |
| 2020                                               | 344                                                | 58                                                 | 57                                                 |
| 2021                                               | -                                                  | -                                                  | -                                                  |
| 2022                                               | 760                                                | 192                                                | 204                                                |
| 2023                                               | 636                                                | 213                                                | 233                                                |
| 2024                                               | 664                                                | 185                                                | 192                                                |

## Buurtspoorweg/tram
Vroeger was hier een tramstelplaats van de buurtspoorwegen voor de lijn Brussel - Haacht - Aarschot en Keerbergen (Mechelen). De trams reden achter langs de stelplaats en staken met een brug het spoor over.
In het kader van Brabantnet werd rond 2012 de herinvoering van een tramlijn tussen Brussel en Haacht onderzocht, maar dit werd niet weerhouden.

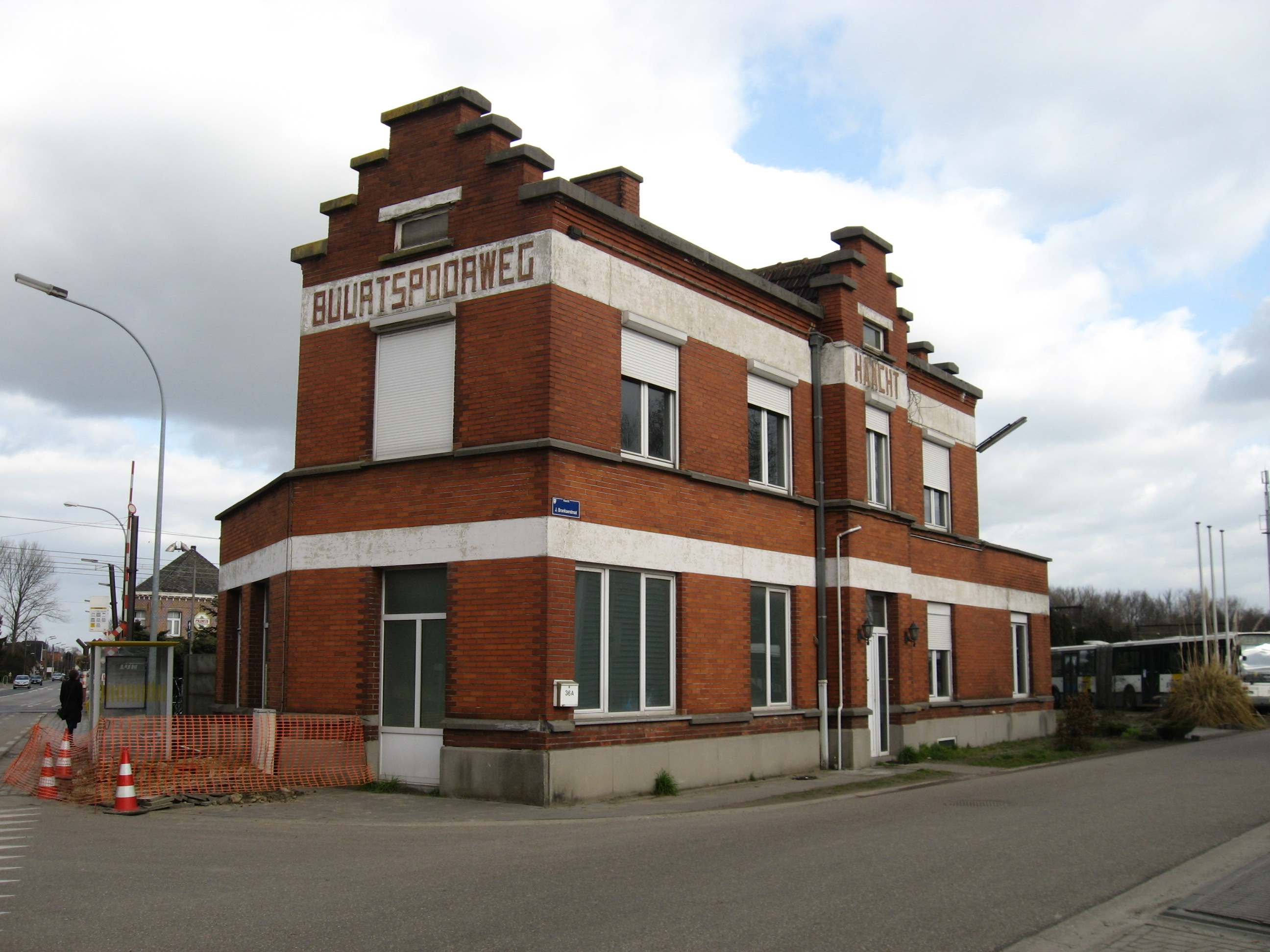
Oude buurtspoorweg stationsgebouw

0,0: Schellebelle ·
2,8: Wichelen ·
5,8: Schoonaarde ·
9,7: Oudegem ·
12,5: Dendermonde ·
16,2: Baasrode-Zuid ·
18,2: Koude Haard ·
19,6: Buggenhout ·
21,6: Malderen ·
23,3: Molenheide ·
26,4: Londerzeel ·
28,2: Londerzeel-Oost ·
29,0: Ramsdonk ·
31,0: Kapelle-op-den-Bos ·
34,9: Heike ·
36,6: Hombeek ·
38,8: Brusselsesteenweg ·
39,6: Mechelen ·
42,6: Muizen ·
44,5: Hever ·
46,2: Biststraat ·
48,1: Boortmeerbeek ·
51,4: Haacht ·
52,5: Wespelaar-Heike ·
53,4: Wespelaar-Tildonk ·
55,8: Hambos ·
58,3: Wakkerzeelsesteenweg ·
59,4: Wijgmaal ·
64,1: Leuven